# Maurits Cornelis Escher
Maurits Cornelis Escher (bolj poznan kot M. C. Escher), nizozemski grafik, rezbar, litograf, * 17. junij 1898, Leeuwarden, † 27. marec 1972, Hilversum, Nizozemska.
M. C. Escher je najbolj znan po svojih grafikah, jedkanicah in litografijah, ki prikazujejo nemogoče gradbene konstrukcije in trodimenzinalne prizore, teselacije in raziskave stanja perpetuum mobile.
Priimek Escher se po nizozemsko pravilno izgovarja kot és-her (IPA: ['ɛsxəɾ]). Izgovorjava ešer (po nemškem vzoru) ni pravilna, čeprav je zelo pogosta. 

## Šolanje
Maurits Cornelis Escher se je rodil leta 1898 v Leeuwardnu kot najmlajši sin hidravličnega inženirja G. A. Escherja. Pri trinajstih letih se je vpisal na srednjo šolo v Arnhemu, kamor se je bil preselil že leta 1903. Šolski dnevi so mu predstavljali velike muke, saj je živel le za tisti dve uri na teden, ko so imeli pouk umetnosti. Dvakrat je moral ponavljati leto. Prav tako mu ni uspelo dobiti diplome ob odhodu iz šole, je pa imel nekaj dobrih ocen - nekaj petic, malo šestic in - sedmico v umetnosti. To je sicer vznemirilo bolj učitelja F. W. van der Haagena kot Escherja samega. Escherjeva dela iz šolskih let so se ohranila in nakazujejo več kot le povprečni talent. Vendar pa ptič v kletki (slika, ki jo je Escher prestavil ocenjevalcem) ni ravno navdušil izpitnih ocenjevalcev.
Escherjev oče je bil mnenja, da bi bilo treba fanta poučiti s širokim znanstvenim znanjem, da bi lahko zaradi umetniške nadarjenosti postal arhitekt. Leta 1919 je Escher tako res vpisal arhitekturo na Šoli arhitekture in dekorativnih umetnosti v Haarlemu pod mentorstvom arhitekta Vorrinka. Vendar izpopolnjevanje v arhitekturi ni trajalo dolgo. Na šoli je namreč poučeval tudi Samuel Jesserun de Mesquita. Njegova predavanja o grafičnih tehnikah so Escherja prevzela in z nenaklonjenim dovoljenjem očeta se je Escher prepisal na smer dekorativnih umetnosti in de Mesquita je postal njegov glavni učitelj. Dela iz tega obdobja jasno kažejo, da se je Escher urno izpopolnjeval v lesorezu. Toda tudi tedaj ni nihče njegove nadarjenosti in del označil kot izjemna. Bil je prijazen študent in delaven obenem, ampak pravi umetnik še ni bil. V uradnem poročilu šole, ki sta ga podpisala tako ravnatelj šole H. C. Verkruysen kot de Mesquita, je pisalo: »...on je preozek, preveč literarno filozofski, mladi mož, ki preveč zanemarja občutek ali kaprico, premalo umetnika.«
Escher je šolo zapustil leta 1922 po dveh letih študija na umetniški šoli. Imel je dobre osnove risanja in, kar se grafičnih tehnik tiče, je tako izpilil lesorez, da je de Mesquita prišel do zaključka, da je bil zanj čas, da gre svojo pot. Do zgodnjega 1944. leta, ko so de Mesquito skupaj z ženo in družino Nemci odpeljali v smrt, je Escher ohranjal redne stike s svojim starim učiteljem. Od časa do časa mu je tudi poslal kopije svojih najnovejših del. Escher se je sebe iz šolskih dni spominjal kot plahega mladeniča ne preveč trdnega zdravja, a s strastjo izdelovanja lesorezov.

## Po Italiji
Ko je zapustil šolo spomladi leta 1922, je dva tedna potoval po osrednji Italiji z dvema rojakoma. Jeseni istega leta se je v Italijo vrnil sam. Družina, s katero se je spoprijateljil, je odhajala v Španijo s tovorno ladjo in omogočeno mu je bilo odpotovati z njimi kot »varuška« otrok. Po kratkem postanku v Španiji se je v Cadizu vkrcal na drugo tovorno ladjo, ki je plula proti Genovi. Zimo leta 1922 in pomlad leta 1923 je prebil v penzionu v Sieni. Tam je ustvaril svoje prve lesoreze z italijansko pokrajino. Znano je, da je Escherja navdušilo mesto Ravello na jugu Italije v pokrajini Kampanji. V njem je našel lepoto italijanske pokrajine in arhitekturo z mavrskimi in saracenskimi elementi.
V penzionu v Sieni je spoznal Jetto Ulmiker, žensko, s katero se je poročil leta 1924. Jettin oče je bil Švicar in je bil, pred revolucijo v Rusiji, lastnik tovarne svile na obronkih Moskve. Jetta je tako kot njena mati risala in slikala, čeprav nobena od njiju ni bila nikoli deležna nobenega tečaja slikanja. Escherjeva družina je pripotovala iz Nizozemske za poroko, ki se je odvila v zakristiji in mestni hiši v Viareggiu. Jettina starša sta postavila hišo v Rimu in mladoporočenca sta se kmalu preselila k njima. Najela sta hišo na obrobju mesta na Monte Verdeju. Ko se jima je rodil prvi sin George (leta 1926), sta se vselila v večje stanovanje, katerega tretje nadstropje je postalo njihovo domovanje in četrto nadstropje je postalo atelje.
Do leta 1935 se je Escher počutil že zelo domačega v Italiji. Vsako pomlad se je odpravil na dvomesečno potovanje  v Abruce, Kampanijo, Sicilijo, Korziko in Malto, običajno v družbi umetnikov, ki jih je spoznal v Rimu. Giuseppe Haas Trivero, bivši hišni slikar, ki je postal umetnik, ga je spremljal na skoraj vsakem potovanju. Ta švicarski prijatelj je bil od Escherja kakih deset let starejši in je tudi živel na Monte Verdeju. Še en švicarski umetnik, in tudi član vatikanske garde, Robert Schiess, je včasih tudi šel z njimi. Aprila, ko prehaja sredozemsko podnebje v svoje najlepše obdobje, so umetniki vandrali z vlakom in peš (z nahrbtniki na hrbtih) in nabirali impresije ter ustvarjali skice. Dva meseca pozneje so se vrnili domov izmučeni in lačni, a s kopico risb.
Eno od popotovanj je umetnike pripeljalo v kalabrijsko mesto Pentedattilo, kjer jih je spremljal Francoz po imenu Rousset, ki ga je zanimala zgodovina južne Italije. Po tem so odpravili na železniško postajo v Melito, pred tem pa jih je gostoljubno povabil k sebi domov nek mož na konju, ki se je kasneje izkazal za vinogradnika in je imel izbrano zbirko vin. Nekaj ur kasneje so res prispeli na postajo v Melitu, kjer pa so bili že v zelo veselem stanju. Temu primerno je Schiess iz kovčka vzel svoje citre in začel igrati. Ubrani melodiji je prisluhnila celotna postaja in kmalu so plesali vsi potniki, voznik lokomotive in celo komandant postaje. Spomine na svoja popotovanja je Escher objavil v knjigi Groene Amsterdamer leta 1932.
Še en pripetljaj se mu je zgodil leta 1929, ko je v lastni režiji odšel v  gorate Abruce, da bi ustvaril skice. V Castrovalvo je prispel dokaj pozno in si uspel najti prenočišče ter takoj zaspal. Ob petih zjutraj so ga zbudili karabinjeri, ki so ga tudi želeli odpeljati na postajo. Potrebno je bilo veliko pregovarjanja, da so preložili zaslišanje na sedmo uro zjutraj. Ko je nato res Escher prišel na postajo ob sedmih zjutraj, inšpektor še ni bil pokonci. Kakorkoli, skozi celotno zaslišanje je bil Escher deležen hudih obtožb načrtovanja atentata na italijanskega kralja. Dokazi v prid tej obtožbi so bili, da je bil tujec, da je prispel v Castrovalvo pozno ponoči in ni bil del procesije po mestu ter da je neka ženska zaznala v njegovem obrazu zloben izraz in to prijavila policiji. Po dolgem pregovarjanju in grožnjah z obeh strani je Escher hitro spet postal svoboden.
Escher je tu ustvaril skice za ene njegovih najboljših krajinskih litografij Castrovalva (1930). Castrovalva je tudi prva od njegovih grafik, ki je prejela priznanje številnih kritikov. Do tedaj Escher ni bil zelo znan. Imel je nekaj manjših razstav in je ilustriral eno ali dve knjigi, a je le stežka prodal kako svoje delo in je v dobršni meri ostal odvisen od finančne podpore staršev. Smola za Escherja je bila, da njegov oče, ki mu je tako življenje omogočil, nikoli ni preveč cenil sinove umetnosti in je leta 1939 umrl. Zanimivo je tudi, da niti nobeden od Escherjevih otrok ni nikoli preveč cenil očetovega dela in so na njihovih domovih visela le redka očetova dela.

## Švica, Belgija, Nizozemska
Leta 1935 je politično ozračje v Italiji za Escherja postalo nesprejemljivo. Za politiko ni gojil nobenega zanimanja in edini medij, skozi katerega je izražal svoje ideje in videnje, so bila njegova dela. Bil pa je nenaklonjen fanaticizmu in hinavščini in se je zato, ko je bil njegov najstarejši sin George pri devetih letih prisiljen nositi uniformo fašistične mladine v šoli, z družino odločil zapustiti Italijo. Ustalili so se tako v nevtralni Švici v kraju Chateau d'Oex. Njihovo bivanje tam je bilo kratko. Dve hudi zimi sta bili za Escherja huda duševna muka in pokrajina mu ni nudila nobenega navdiha za ustvarjanje, ker je videl gore kot propadle kose kamna brez vsake zgodovine. Tamkajšnja arhitektura je bila čedna in funkcionalna, a za Escherja neprivlačna. Vse okoli njega se mu je zdelo kot diametralno nasprotje južne Italije, ki ga ja tako začarala. V Švici je živel in tudi hodil na tečaj smučanja, a je ostal tujec. Njegova želja zapustiti to hladno oglato okolje je postala skoraj obsesija. Neke noči ga je tako zbudil zvok šumenja morja, ... a je bila le Jetta, ki si je česala lase. V njem se je zbujalo močno hrepenenje po morju. »Nič ni bolj čarobnega od morja, samote na predpalubju, rib, oblakov, vseskozi spreminjajoče se igre valov in stalnih sprememb vremena.«
Escher je, zanimivo, napisal pismo italijanski ladijski liniji Compagna Adria, v katerem je predlagal, da bi plačal za križarjenje zase in za ženo s serijo 48 grafik, ki bi jih ustvaril na poti. Še zanimivejši je bil zato odgovor ladijske linije, ki je na predlog prestala. Nihče v podjetju ni poznal Escherja in poraja se vprašanje, ali je sploh kateri član osebja linije imel kaj zanimanja za njegove litografije. Kljub temu pa je za današnje umetnostne zgodovinarje pomembno dejstvo, da so bila Escherjeva dela nekoč vredna toliko kot voznina tovorne ladje.
To križarjenje je pustilo globok vtis na Escherja. Z ženo je obiskal mavrsko palačo Alhambra v Granadi, kjer je preučeval mavrske dekoracije, s katerimi so bile olepšane stene in tla palače. V tem času je porabil cele tri dni za analizo koncepta in motivov okrasov. Tu se je zato rodilo novo obdobje njegovega ustvarjanja - ustvarjanja prostorskih iluzij in nemogočih gradbenih konstrukcij. 
Prav tako je bil med tem potovanjem Escher aretiran in za nekaj ur zaprt. To se mu je pripetilo v Cartageni, kjer je risal stare zidove, ki so stali na bližnjih hribih. To se je zdelo nekemu policistu nadvse sumljivo - v Španiji je kot tujec risal skice španskih obrambnih sistemov... moral je biti vohun. Escherja je moral policist pospremiti na postajo, kjer so zaplenili njegove risbe. V pristanišču je kmalu zadonel zvok oznanjajoč odhod njegove tovorne ladje in Jetta je hitela od pristanišča do postaje in nazaj, da bi moža le spustili. Seveda so na ladji počakali, da so Escherja spustili. To so po eni uri od prvega zvoka odhoda ladje res storili, a mu niso nikoli vrnili njegovih risb. Ko je o tem razpravljal 30 let pozneje, ga je to še vedno jezilo.
Leta 1937 se je družina preselila v Ukhel blizu Bruslja. Izbruh vojne se je zdel neizbežen in Escher je želel biti čim bližje svoji domovini. Vojna je res prišla in Escherjevo domovanje v Belgiji je bilo s psihološkega vidika težavno za Nizozemca, ker so v njem videlo tujca, ki Belgijcem odžira njihove zaloge hrane.
Januarja 1941 se je Escher preselil v Baarn na Nizozemsko. Izbira kraja Baarn je bila v največji meri pogojena z dobrim imenom tamkajšnje srednje šole, saj je želel otrokom nuditi čim boljšo izobrazbo. V Baarnu je Escher živel do leta 1970. V tem času so nastala vsa njegova najbolj znana dela. To je bilo v prvi vrsti možno zaradi ne preveč prijaznega podnebja z mrzlimi, oblačnimi in deževnimi dnevi, v katerih se je lahko povsem osredotočil na svoje ustvarjanje. Escher je v tem času zelo plodno ustvarjal, razen leta 1962, ko je šel na operacijo in ni nastalo nobeno delo. 
Za razliko od prejšnjega življenja na poti s stalnimi spremembami ni v tem obdobju bilo nobenih pomembnih sprememb. Njegovi otroci George, Arthur in Jan so odrasli in dokončali svoje študije ter odšli v svet. Escher je sicer še nekajkrat odšel na križarjenja po Mediteranu, a ta niso imela direktnega vpliva na njegovo umetniško ustvarjanje.
Leta 1969 je Escher ustvaril grafiko Kače in dokazal, da njegovo umetniško ustvarjanje pri 70 letih še ni opešalo. Kače je bil lesorez, ki je nakazoval na še vedno stanovitno roko in ostro oko.
Leta 1970 je Escher odšel v Laren na severu Nizozemske. Tam je do smrti živel v domu Rosa-Spier Huis, domu za ostarele umetnike, kjer je ostarelim umetnikom omogočeno neovirano živeti ob skrbi tamkajšnjih sester in imeti obenem tudi svoje ateljeje. Escher je umrl v tem domu 27. marca 1972 v starosti 73 let.